# Druso César
Druso César  (8-33) fue miembro de la dinastía Julio-Claudia, hijo de Germánico y Agripina la Mayor. Fue acusado de conspirar contra Tiberio y encarcelado.

## Familia
Fue hijo de Germánico y Agripina la Mayor. Sus abuelos paternos fueron Nerón Claudio Druso y Antonia la menor y los maternos Marco Vipsanio Agripa y Julia la Mayor. Druso tuvo cuatro hermanos varones, Tiberio y Cayo Julio, que murieron jóvenes, Nerón César y Calígula, y tres hermanas, Julia Livila, Julia Drusila y Agripina la Menor.

## Carrera pública
Druso nació el año 8, alrededor del mes de mayo, y tomó la toga viril el año 23. Se casó con Emilia Lépida, hija de Marco Emilio Lépido, su primo segundo. Fue llamado por su abuelo paterno "el gran general Druso". Según Tácito durante el matrimonio "ella fue perseguida por su marido con incesantes acusaciones". En 36 fue acusada de adulterio con un esclavo y se suicidó, aunque según Tácito no existía ninguna prueba sobre su culpabilidad.
Druso fue adoptado por su tío abuelo, Tiberio, cuando el hijo del emperador, Druso el Menor, murió, pero, posteriormente, fue acusado de conspirar contra Tiberio y fue encarcelado en 30, un año después de que su madre y su hermano Nerón César fueran detenidos. Murió de inanición en la cárcel en 33.